# Holger Hieronymus
Holger Hieronymus (Hamburg, 22 februari 1959) is een (West-)Duits voormalig voetballer en voetbalcoach die speelde als verdediger.

## Carrière
Hieronymus maakte zijn debuut in 1978 voor FC St. Pauli, hij speelde er twee seizoenen en maakte de overstap naar Hamburger SV. Waarmee hij twee keer landskampioen werd in 1982 en 1983; en hij won de Europacup I in 1983. Hij moest zijn carrière vroegtijdig stoppen door een zware blessure.
Hij speelde drie interlands voor West-Duitsland waarmee hij deelnam aan het WK voetbal 1982 waar ze tweede werden.
Hij werd na zijn spelerscarrière van 1998 tot 2002 technisch directeur bij Hamburger SV en was in 2001 twee dagen interim-trainer van de ploeg. Hij was van 2005 tot 2012 algemeen directeur van de Duitse voetbalbond.

## Erelijst
- Hamburger SV
  - Landskampioen: 1982, 1983
  - Europacup I: 1983

1 Schumacher ·
2 Briegel ·
3 Breitner ·
4 K. Förster ·
5 B. Förster ·
6 Dremmler ·
7 Littbarski ·
8 Fischer ·
9 Hrubesch ·
10 Müller ·
11 Rummenigge  ·
12 Hannes ·
13 Reinders ·
14 Magath ·
15 Stielike ·
16 Allofs ·
17 Engels ·
18 Matthäus ·
19 Hieronymus ·
20 Kaltz ·
21 Franke ·
22 Immel ·
Coach: Derwall